# Charles Stevenson
Charles Clark Stevenson (ur. 20 lutego 1826, zm. 21 września 1890), piąty gubernator stanu Nevada. Należał do Partii Republikańskiej.
Stevenson urodził się w Phelps w stanie Nowy Jork. W 1859 roku, przyjechał do Nevady, by zająć się górnictem, obróbką półproduktów i rolnictwem. Później zostały wybrany reprezentantem hrabstwa Storey w Senacie Stanowym. Spędził tam trzy kadencje. Następnie przez 11 lat pełnił urząd regenta Uniwersytetu Nevady.
Stevenson został wybrany gubernatorem w 1886 roku. Zmarł we własnym gabinecie w Carson City. Pochowany jest Mountain View Cemetery w Oakland w Kalifornii.